# الطاهر المقدميني
الطاهر المقدميني ولد بجزيرة جربة في 24 أبريل 1948، رسام تونسي.

## تكوينه
تخرج من كل من المعهد العالي للفنون الجميلة بتونس والمدرسة الوطنية العليا للفنون الجميلة بباريس. بعد اغتراب بسويسرا استقر بمسقط رأسه في أواخر الثمانينات. أحرز عام 1982 على جائزة مدينة تونس.

## أعماله
تصنف أعمال الطاهر المقدميني بين نزعتي التعبيرية الإيمائية والواقعية.